# 花風
《花風》，日本女性創作歌手aiko的第16張單曲。2004年9月1日發行。

## 簡介
前作《包包》約4個月之後發行。
《花風》被用作日本電視台的職業棒球節目《一球的緊張感 THE LIVE2004》的形象歌曲。c/w曲《洗面所》則被用作福田沙紀主演的遊戲《火焰之紋章：聖魔之光石》的電視廣告歌曲。
2004年年底，aiko第三次獲邀上NHK紅白歌合戰（第55回），演唱《花風》。

## 收錄曲目
1. 花風
  - 日本電視台節目《一球的緊張感 THE LIVE2004》的形象歌曲
2. 洗面所
  - Game Boy Advance用遊戲《火焰之紋章：聖魔之光石》的電視廣告歌曲
3. 馬尾
4. 花風（insturumental）

全 作詞、作曲：AIKO；編曲：島田昌典　

## 外部連結
- 唱片介紹